# Erich Czech
Erich Walter Czech (auch Erich Walter Czech-Jochberg; * 30. Jänner 1890 in Warnsdorf, Österreich-Ungarn; † 4. Juni 1966 in München) war ein österreichischer Journalist.

## Leben
Nach Schulbesuch in Leitmeritz und Matura in Arnau studierte Czech in Prag, Graz und Wien Rechtswissenschaft. In Prag war er Mitglied des Corps Austria. Nach Abschluss des Studiums war er Journalist in Olmütz, Mährisch-Ostrau und Wien, bis er 1929 nach Deutschland umzog. Seine Veröffentlichungen in Deutschland zeichnete er mit einem eingedeutschten Namenszusatz als Erich Czech-Jochberg. 1930 veröffentlichte er eine vielbeachtete Biographie von Adolf Hitler. In der Folge wurde er von den Nationalsozialisten hofiert und schrieb eine Vielzahl weiterer, überwiegend den Nationalsozialismus befürwortender Bücher. Zum 22. Dezember 1930 trat er der NSDAP bei (Mitgliedsnummer 362.649).
Im Januar 1935 übernahm er von Jesco von Puttkamer die Stelle des verantwortlichen Hauptschriftleiters der bereits auf die nationalsozialistische Propagandalinie eingeschworenen Zeitschrift Reclams Universum. Noch im gleichen Jahr wurde sein Aufstieg beendet. Den Anfang machte die Zeitschrift der Reichsstelle zur Förderung des deutschen Schrifttums, die Bücherkunde. In zwei Heften wurden in mehrseitigen Beiträgen die schriftstellerischen Leistungen Czechs als „Konjunktur-Literatentum“ dargestellt. Die Bücher Adolf Hitler und sein Stab und Vom 30. Januar zum 21. März wurden durch Aufnahme in die Liste des schädlichen und unerwünschten Schrifttums von den Nationalsozialisten verboten., 1938 folgte das Werk So lebt Russland – Eine Reise nach Sowjetrussland. In den Folgejahren veröffentlichte er dann unter dem Pseudonym Ernst Clam.
Nach dem Zweiten Weltkrieg gelang es Czech unter dem Pseudonym Erich Galdiner wieder zu veröffentlichen. In der amerikanischen Zone gab er sich als Verfolgter des NS-Regimes aus, berichtete Hans Habe, dem Czech seine Mitarbeit bei der Neuen Zeitung anbot. Habe ging auf das Angebot scheinbar ein und beauftragte Czech mit einer Hitler-Biographie, die tatsächlich abgedruckt wurde, allerdings zweispaltig, wobei dem Text Czechs von 1945 entsprechende Ausschnitte aus dessen Hitler-Biographie von 1933 gegenübergestellt wurden.
Zahlreiche von Czechs Schriften wurden in der Sowjetischen Besatzungszone auf die Liste der auszusondernden Literatur gesetzt.

## Schriften
als Erich Czech
- Die Skigefährtin. Strache, Warnsdorf 1924.
- Die Memoiren des Grafen Tamás von Erdödy. Amalthea-Verlag., Wien 1930 (mit Paul Szemere).

als Erich Czech-Jochberg

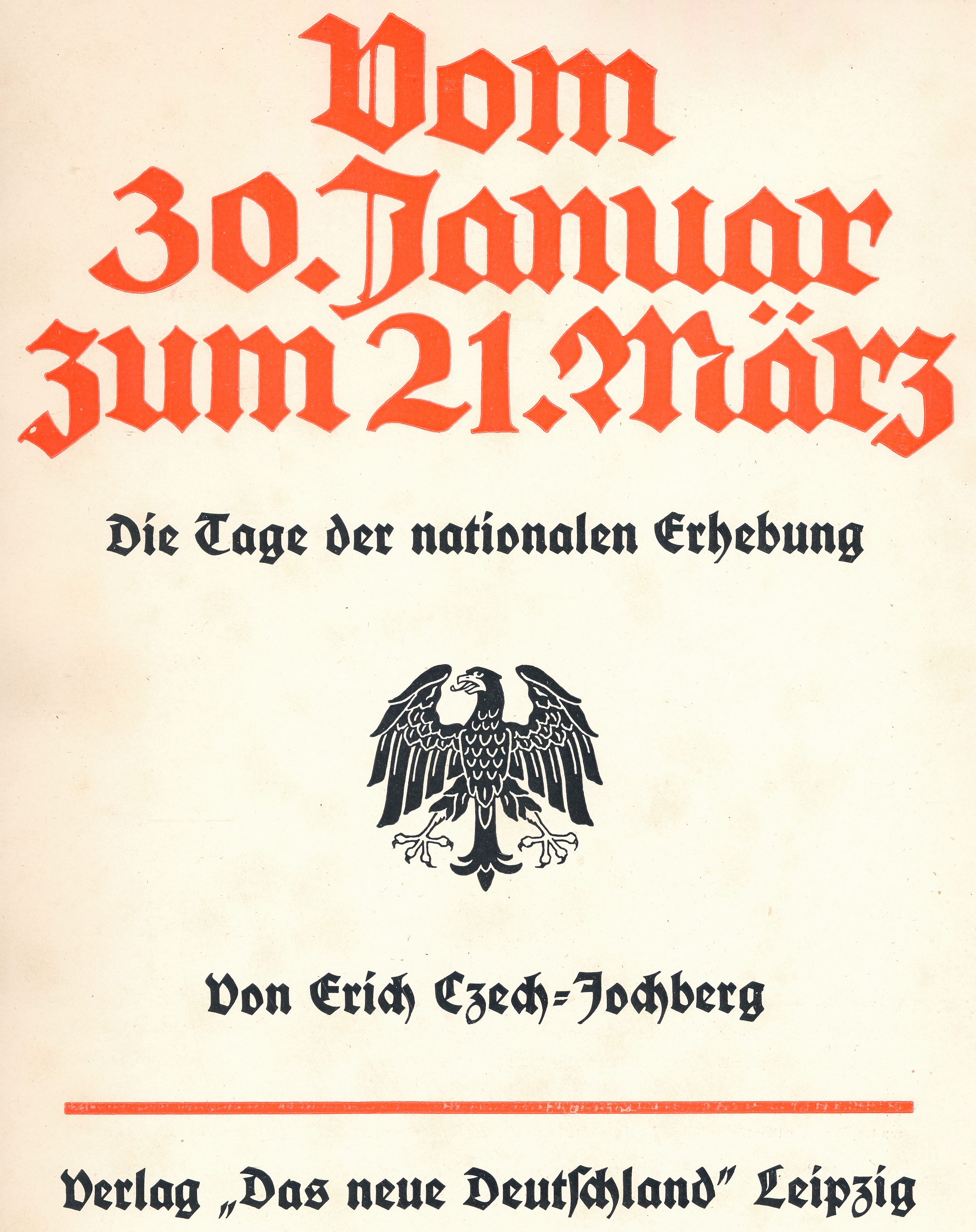
Vom 30. Januar zum 21. März. Die Tage der nationalen Erhebung. Das neue Deutschland, Leipzig 1933 (Titelseite)

- Hitler. Eine deutsche Bewegung. Stalling, Oldenburg 1930.
- Im Osten Feuer. Grethlein & Co, Leipzig 1931.
- Die Verantwortlichen des Weltkriegs. Köhler, Leipzig 1932.
- Das Jugendbuch von Horst Wessel. Union, Stuttgart 1933.
- Die Politiker der Republik. Köhler, Leipzig 1933.
- Adolf Hitler und sein Stab. Stalling, Oldenburg 1933.
- Adolf Hitler. Ein Lebensbild für die deutsche Jugend. Beltz, Langensalza 1933.
- Hitler, Reichskanzler. Stalling, Oldenburg 1933.
- Vom 30. Januar zum 21. März. Die Tage der nationalen Erhebung. Das neue Deutschland, Leipzig 1933.
- Deutsche Geschichte, nationalsozialistisch gesehen. Reclam und Verlag „Das neue Deutschland“, Leipzig 1933.
- Caesaren. Bildnisse römischer Kaiser. Nach dem Geschichtswerk des Suetonius. Neues Deutschland, Leipzig 1934.
- Unser Führer. Ein deutsches Jungen- und Mädchenbuch. Union, Stuttgart 1934.
- Das Drama im Walde von Compiegne. Schneider, Leipzig 1934.

als Ernst Clam
- Krieg ohne Gnade. Von Tannenberg zur Schlacht der Zukunft. Scientia AG, Zürich 1937 (mit Eugen Bircher).
- So lebt Russland – Eine Reise nach Sowjetrussland. Hallweg, Bern 1937.
- Das Rätsel der russischen Seele. Haase & Köhler, Leipzig 1939.
- Deutscher Traum Venedig. Siegismund, Berlin 1941.

als Erich Galdiner
- Albrecht Dürer. Schweizer Druck- u. Verl. Haus, Zürich 1952.
- Das Lied der Skupschtina. Biberach a.d. Koehler, Riss 1954.
- Die Dämonen von Prag. Scientia, Zürich 1955, Gallus-Verlag, Wien 1955, Nauck, Berlin 1955.
- Mit Dir, Lili Marleen. Köhler, Biberach a.d. Riss 1960.